# 湖鱘
湖鱘是鲟科鲟属的一種鱼类，分布於北美的河湖中，是唯一完全在淡水中完成生命周期的鱘属物種，成魚背部為紅褐色至黃綠色，腹部呈白色。

## 形態特徵
湖鲟的口呈吸盘状大而突出，前有4根吻须。鳃耙数在25到40之間。有9至17枚背骨板、29至42枚侧骨板和7至12枚腹骨板。背鳍鳍条在35到40之間，臀鳍鳍条在25到30之間。尾鳍歪形，上叶无缺刻，下叶宽而成圆形。幼年湖鲟的頭部相對成體較長，头背、体侧及尾柄有少量黑斑，生長至0.61米長时大的斑块消失，稍大个体的背部和两侧顔色為橄榄色或灰色，成魚背部為红褐色至黄绿色，腹部呈白色。

## 分布範圍
湖鲟是北美洲分布最广泛的淡水鱼类之一，範圍北至哈得孙湾、南至阿肯色州、西至萨斯喀彻温河、東至聖勞倫斯河，是唯一完全在淡水中完成生命周期的鱘属物種，但也能生活在哈得孙湾和聖勞倫斯河口的半鹹水區。湖鱘一般栖息于大型湖泊和河流水深4.5米内的底质为泥质或砾石质的水域，秋季迁至较浅水域，冬季則迁至中等深度水域，春季產卵河流融冰后进行130至400公里的产卵洄游。

## 生活習性
湖鲟的主要食物为底栖无脊椎动物，包括昆虫幼虫、寡毛纲动物、双壳类动物、螺類和甲壳动物，有时還包括小鱼。湖鱘寿命长、生长缓慢，年齡最長可達154歲，雄鱼生命期在55龄左右，雌鱼生命期約80龄，1齡魚全長19.7到28.1釐米、體重在0.05千克到0.1千克之間，2齡魚全長在30釐米左右、體重在0.15千克左右，5龄鱼全长48.2到52釐米、体重在0.5到0.59千克之間，10龄鱼全长60到74.7釐米、体重在0.95到1.86千克之間，成魚最長可達2.413米，最重可達140.6千克。

## 繁殖方式
湖鱘雌魚每4到9年繁殖一次，雄魚每1到3年繁殖一次，雌魚每次產卵量隨尺寸大小在4.9萬至66.7萬粒之間，最多可達上百萬粒，雄魚性成熟年齡12歲，雌魚性成熟年齡14歲，在加拿大魁北克省的湖鱘於5月初至6月末水溫18.4°C左右時產卵，在安大略省的湖鱘則於5月末到6月初水溫12至19°C時產卵，在美國的明尼蘇達州於5月的後三個星期產卵，在威斯康星州則於4月中旬至5月中旬水溫12至15°C時產卵。卵在20°C的條件下需3到4天孵化，在13至16°C時需4到8天，在10°C時則需15到18天。

## 保護現狀
湖鱘歷史上曾是美加兩國重要的商业捕撈魚類，由於生长慢、性成熟迟缓，再加上过度捕捞、水壩建設、水質污染和产卵场破坏等因素，十九世纪末其数量大幅下降。湖鱘在美国的爱荷华州、印第安纳州、伊利诺伊州、俄亥俄州、密苏里州、宾夕法尼亚州、田纳西州和佛蒙特州列为濒危，而在美國的内布拉斯加州、纽约州、密歇根州、加拿大的阿尔伯塔省、马尼托巴省、新不伦瑞克省、纽芬兰和拉布拉多省、安大略省、魁北克省、萨斯喀彻温省列为受胁。